# Toges, Ardennes
Toges är en kommun i departementet Ardennes i regionen Grand Est (tidigare regionen Champagne-Ardenne) i nordöstra Frankrike. Kommunen ligger i kantonen Vouziers som ligger i arrondissementet Vouziers. År 2022 hade Toges 95 invånare.

## Befolkningsutveckling
Antalet invånare i kommunen Toges
Referens: INSEE